# Уравнение Ван-дер-Ваальса
Уравне́ние Ван-дер-Ва́альса (или уравне́ние Ван дер Ва́альса) — уравнение, связывающее основные термодинамические величины в модели газа Ван-дер-Ваальса.
Хотя модель идеального газа хорошо описывает поведение реальных газов при низких давлениях и высоких температурах, в других условиях её соответствие с опытом гораздо хуже. В частности, это проявляется в том, что реальные газы могут быть переведены в жидкое и даже в твёрдое состояние, а идеальные — не могут.
Для более точного описания поведения реальных газов при низких температурах была создана модель газа Ван-дер-Ваальса, учитывающая силы межмолекулярного взаимодействия. В этой модели внутренняя энергия {\displaystyle U} становится функцией не только температуры, но и объёма.
Уравнение Ван-дер-Ваальса — это одно из широко известных приближённых уравнений состояния, описывающее свойства реального газа, имеющее компактную форму и учитывающее основные характеристики газа с межмолекулярным взаимодействием.

## Уравнение состояния

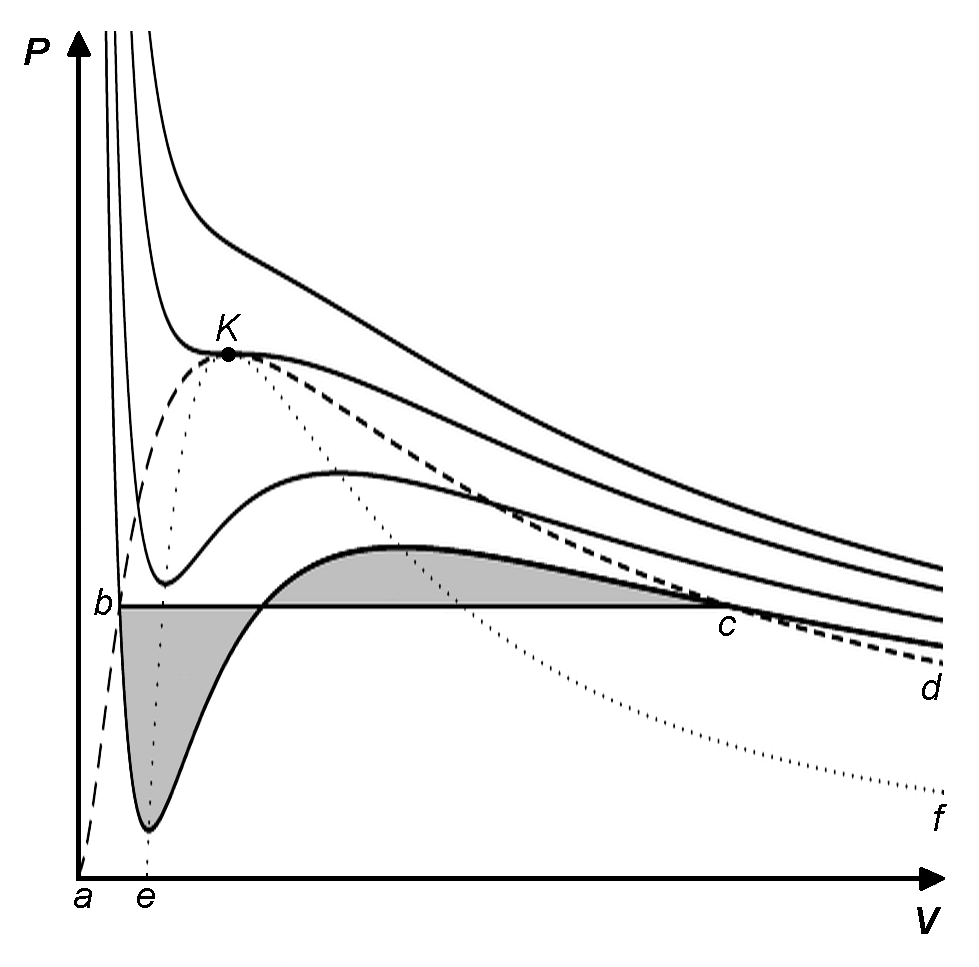
Изотермы газа ван дер Ваальса:
P — давление;
V — объём;
K — критическая точка;
abKcd — бинодаль (граница области двухфазного равновесия; область под колоколом бинодали — область двухфазного равновесия жидкость — пар);
eKf — спинодаль (граница между областями метастабильных и термодинамически неустойчивых состояний; область под колоколом спинодали — нереализуемые состояния);
bc — коннода (линия конденсации);
abKe — область перегретой жидкости;
dcKf — область переохлаждённого пара;
площади закрашенных фигур под изобарой bc и над ней равны (правило Максвелла, 1875)

Термическим уравнением состояния (или, часто, просто уравнением состояния) называется связь между давлением, объёмом и температурой.
Для одного моля газа Ван-дер-Ваальса оно имеет вид:
{\displaystyle \left(p+{\frac {a}{V_{m}^{2}}}\right)(V_{m}-b)=RT,}
где
- {\displaystyle p} — давление,
- {\displaystyle V_{m}} — молярный объём,
- {\displaystyle T} — абсолютная температура,
- {\displaystyle R} — универсальная газовая постоянная.

Видно, что это уравнение фактически является уравнением состояния идеального газа с двумя поправками. Поправка {\displaystyle a} учитывает силы притяжения между молекулами (давление на стенку уменьшается, так как есть силы, втягивающие молекулы приграничного слоя внутрь), поправка {\displaystyle b} — суммарный объём молекул газа.
Для {\displaystyle \nu } молей газа Ван-дер-Ваальса уравнение состояния выглядит так:
{\displaystyle \left(p+{\frac {a\nu ^{2}}{V^{2}}}\right)\left({V}-{b\nu }\right)=\nu RT,}
где
- {\displaystyle V} — объём.

Из рисунка, на котором изображены изотермы газа Ван-дер-Ваальса, видно, что ниже некоторой температуры зависимость {\displaystyle p(V)} перестаёт быть монотонной: образуется петля Ван-дер-Ваальса, в которой увеличению давления соответствует увеличение объёма, что противоречит законам термодинамики. Появление петли означает, что уравнение Ван-дер-Ваальса в данной области изменения {\displaystyle p} и {\displaystyle V} перестаёт описывать действительную ситуацию, когда имеет место фазовый переход газ — жидкость и реальная изотерма представляет собой отрезок прямой — конноду (ноду), соединяющую две фигуративные точки на бинодали.

## Вывод уравнения
Наиболее известны два способа получения уравнения: традиционный вывод самого Ван-дер-Ваальса и вывод методами статистической физики.

### Традиционный вывод
Рассмотрим сначала газ, в котором частицы не взаимодействуют друг с другом, такой газ удовлетворяет уравнению состояния идеального газа:
{\displaystyle p={\frac {RT}{V_{\mathrm {m} }}}.}
Далее предположим, что частицы данного газа являются упругими сферами одинакового радиуса {\displaystyle r}. Так как газ находится в сосуде конечного объёма, то пространство, где могут перемещаться частицы, будет несколько меньше. В исходной формуле следует вычесть из всего объёма некую его часть {\displaystyle b}, которая, вообще говоря, зависит только от вещества, из которого состоит газ. Таким образом, получается следующее уравнение:
{\displaystyle p={\frac {RT}{V_{\mathrm {m} }-b}}.}
Вычитаемый объём {\displaystyle b} не будет в точности равен суммарному объёму всех частиц. Если частицы считать твёрдыми и абсолютно упругими шариками, то вычитаемый объём будет примерно в четыре раза больше. Это легко объясняется тем, что центры упругих шаров не могут приближаться на расстояние ближе {\displaystyle 2r}.
Далее Ван-дер-Ваальс рассматривает силы притяжения между частицами газа и делает следующие допущения:
- Частицы распределены равномерно по всему объёму.
- Силы притяжения стенок сосуда не учитываются, что в общем случае неверно.
- Частицы, находящиеся внутри сосуда и непосредственно у стенок, ощущают притяжение по-разному: внутри сосуда действующие силы притяжения других частиц компенсируют друг друга.

Таким образом, для частиц внутри сосуда силы притяжения не учитываются. Частицы, находящиеся непосредственно у края сосуда, затягиваются внутрь силой, пропорциональной концентрации:
{\displaystyle n=N_{\mathrm {A} }/V_{\mathrm {m} }}.
Число частиц, которые находятся непосредственно у стенок, в свою очередь тоже предполагается пропорциональным концентрации {\displaystyle n}. Можно считать, что давление на стенки сосуда меньше на некоторую величину, обратно пропорциональную квадрату объёма:
{\displaystyle p={\frac {RT}{V_{\mathrm {m} }-b}}-{\frac {a}{V_{\mathrm {m} }^{2}}}.}
Окончательное уравнение:
{\displaystyle \left(p+{\frac {a}{V_{\mathrm {m} }^{2}}}\right)(V_{\mathrm {m} }-b)=RT.}

## Внутренняя энергия газа Ван-дер-Ваальса
Потенциальная энергия межмолекулярных сил взаимодействия вычисляется как работа, которую совершают эти силы при разведении молекул на бесконечность:
{\displaystyle U_{p}=\int \limits _{V}^{\mathcal {\infty }}\left(-{\frac {\nu ^{2}a}{V^{2}}}\right)\,dV={\frac {\nu ^{2}a}{V}}{\Bigr |}_{V}^{\mathcal {\infty }}=-{\frac {\nu ^{2}a}{V}}.}
Внутренняя энергия газа Ван-дер-Ваальса складывается из кинетической энергии хаотического (теплового) движения молекул относительно центра масс газа и только что нами посчитанной потенциальной энергии межмолекулярного взаимодействия. Так, для {\displaystyle \nu } молей газа:
{\displaystyle U=\nu C_{V}T-{\frac {\nu ^{2}a}{V}},}
где {\displaystyle C_{V}} — молярная теплоёмкость при постоянном объёме, которая предполагается не зависящей от температуры.

## Адиабата
Уравнение адиабаты для газа Ван-дер-Ваальса:
{\displaystyle T\cdot (V-b)^{n-1}={\text{const}},}
где {\displaystyle n=1-{\frac {R}{C-C_{V}}}.}

## Критические параметры
Критическими параметрами газа называются значения его макропараметров (давления, объёма и температуры) в критической точке, то есть в таком состоянии, когда жидкая и газообразная фазы вещества неразличимы. Найдём эти параметры для газа Ван-дер-Ваальса, для чего преобразуем уравнение состояния:
{\displaystyle \left(p+{\frac {a}{V^{2}}}\right)(V-b)=RT,}
{\displaystyle \left(V^{2}+{\frac {a}{p}}\right)(V-b)={\frac {V^{2}RT}{p}}.}
Мы получили кубическое уравнение относительно {\displaystyle V}
{\displaystyle V^{3}-\left({\frac {RT}{p}}+b\right)V^{2}+{\frac {a}{p}}V-{\frac {ab}{p}}=0.}
В критической точке все три корня уравнения сливаются в один, поэтому предыдущее уравнение эквивалентно следующему:
{\displaystyle \left(V-V_{crit}\right)^{3}=0,}
{\displaystyle V^{3}-3V_{crit}V^{2}+3{V_{crit}}^{2}V-{V_{crit}}^{3}=0.}
Приравняв коэффициенты при соответствующих степенях {\displaystyle V}, получим равенства:
{\displaystyle {\frac {RT_{crit}}{p_{crit}}}+b=3V_{crit},}
{\displaystyle {\frac {a}{p_{crit}}}=3{V_{crit}}^{2},}
{\displaystyle {\frac {ab}{p_{crit}}}={V_{crit}}^{3}.}
Из них вычислим значения критических параметров
{\displaystyle V_{crit}=3b,}
{\displaystyle p_{crit}={\frac {a}{27b^{2}}},}
{\displaystyle T_{crit}={\frac {8a}{27bR}}}
и критического коэффициента:
{\displaystyle k_{crit}={\frac {RT_{crit}}{p_{crit}V_{crit}}}={\frac {8}{3}}.}

## Приведённые параметры
Приведённые параметры определяются как отношения
{\displaystyle \varphi ={\frac {V}{V_{crit}}},\qquad \pi ={\frac {p}{p_{crit}}},\qquad \tau ={\frac {T}{T_{crit}}}.}
Если подставить в уравнение Ван-дер-Ваальса {\displaystyle V=\varphi V_{crit},} {\displaystyle p=\pi p_{crit},} {\displaystyle T=\tau T_{crit},} получится приведённое уравнение состояния (для {\displaystyle \nu =1} моль).
{\displaystyle \left(\pi +{\frac {3}{{\varphi }^{2}}}\right)\left(\varphi -{\frac {1}{3}}\right)={\frac {8}{3}}\tau .}
Если вещества обладают двумя одинаковыми приведёнными параметрами из трёх, то и третьи приведённые параметры у них совпадают.

## Недостатки уравнения Ван-дер-Ваальса
Уравнение Ван-дер-Ваальса более точно описывает поведение реальных газов, чем уравнение состояния идеального газа, но вместе с тем не является абсолютно адекватной моделью. Его недостатки :
1. Для реальных веществ {\displaystyle k_{crit}>2{,}67.}
2. Для реальных веществ {\displaystyle V_{crit}\not =3b} (скорее, {\displaystyle 2b}).
3. Уравнение Ван-дер-Ваальса расходится с экспериментом в области двухфазных состояний.

## Константы Ван-дер-Ваальса для некоторых газов
| Вещество               | a, Па·м6·моль−2 | b, 10−6 м3·моль−1 |
| ---------------------- | --------------- | ----------------- |
| Азот N2                | 0,1370          | 38,7              |
| Аммиак NH3             | 0,4225          | 37,1              |
| Аргон Ar               | 0,1355          | 32,0              |
| Ацетилен C2H2          | 0,4516          | 52,2              |
| Бром Br2               | 0,975           | 59,1              |
| Бромоводород HBr       | 0,4500          | 44,2              |
| Бутан C4H10            | 1,389           | 116,4             |
| Водород H2             | 0,02452         | 26,5              |
| Вода H2O               | 0,5537          | 30,5              |
| Гексафторид серы SF6   | 0,7857          | 87,9              |
| Гелий He               | 0,00346         | 23,8              |
| Гидразин N2H4          | 0,846           | 46,2              |
| Кислород O2            | 0,1382          | 31,9              |
| Криптон Kr             | 0,5193          | 10,6              |
| Ксенон Xe              | 0,4192          | 51,6              |
| Метан CH4              | 0,2303          | 43,1              |
| Неон Ne                | 0,0208          | 16,7              |
| Озон O3                | 0,3570          | 48,7              |
| Окись углерода CO      | 0,1472          | 39,5              |
| Пропан C3H8            | 0,939           | 90,5              |
| Сернистый ангидрид SO2 | 0,6865          | 56,8              |
| Сероводород H2S        | 0,4544          | 43,4              |
| Углекислый газ CO2     | 0,3658          | 42,9              |
| Фтор F2                | 0,1171          | 29,0              |
| Фтороводород HF        | 0,9565          | 73,9              |
| Хлор Cl2               | 0,6343          | 54,2              |
| Хлороводород HCl       | 0,3700          | 40,6              |
| Циановодород HCN       | 1,129           | 88,1              |
| Этан C2H6              | 0,5580          | 65,1              |
| Этилен C2H4            | 0,4612          | 58,2              |

### Комментарии
1. ↑  В большинстве современных словарей, руководств и энциклопедий название уравнения приводится в виде «уравнение Ван-дер-Ваальса»[1][2][3][4][5]. Вместе с тем  в Большой российской энциклопедии уравнение называется «уравнение Ван дер Ваальса»[6].